# Heinrich Flügel (Jurist)
Heinrich Flügel (* 6. August 1891 in Bremen; † 24. Juni 1940 in Bremen) war ein Bremer Jurist und Geschäftsführer des Weserbundes.

## Biografie
Flügel war der Sohn der Architekten Heinrich Flügel. Er besuchte das Alte Gymnasium in Bremen und studierte dann Jura an der Universität Freiburg, der Universität Würzburg und der Humboldt-Universität zu Berlin. Den verkehrspolitischen Problemen galt sein großes Interesse. Während des Studiums arbeitete er in der Amerikavertretung einer Bremer Reederei. 1914 promovierte er an der Universität Leipzig über „Die deutschen Welthäfen Hamburg und Bremen“.
Nach dem Ersten Weltkrieg, in dem er als Soldat diente, wurde er Geschäftsführer des Bremer Kanalvereins, der sich 1921 zum Weserbund erweiterte. Der Bau des Hansakanals, der vom Mittellandkanal zur Elbe bei Stade geplant wurde, ist von ihm angeregt worden, führte aber auch wegen der bremischen Interessen nicht zu einem Erfolg. Er gab seit 1921 die Monatszeitschrift Die Weser heraus. 1932 wurde er Geschäftsführer des Verkehrsverein von 1903. Er war in diversen Organisationen aktiv und hat mehrere Publikationen für verkehrswirtschaftliche Fragen veröffentlicht.

## Werke
- Flügel, Heinrich: Die deutschen Welthäfen Hamburg und Bremen, Dissertation. Gustav Fischer Verlag, Jena 1914.